# Oza de los Ríos
Oza de los Ríos (en gallego y oficialmente Oza dos Ríos) era un municipio español de la provincia de La Coruña, en la comunidad autónoma de Galicia. En 2013 se fusionó con Cesuras para formar el municipio de Oza-Cesuras.

## Geografía
El municipio estaba situado a escasos kilómetros de la ciudad de Betanzos y ocupaba parte de los valles del Mendo y del Mandeo.

## Historia
Hasta la reforma de 1833 formaba parte de la antigua provincia de Betanzos.
Hasta la reforma de la nomenclatura municipal de 1916 el municipio se llamaba simplemente Oza. En dicha fecha su nombre fue modificado por el de Oza de los Ríos.
El 6 de junio de 2013 la Junta de Galicia decretó la fusión de este municipio con el de Cesuras, por el que se creó el municipio de Oza-Cesuras.
Estaba ubicado en la comarca histórica de As Mariñas y en la moderna comarca administrativa de Betanzos.

## Parroquias
Parroquias que forman parte del municipio:
- Bandoja[7]
- Cines[7]
- Cuíña (Santa María)
- Mondoy[7]
- Oza (San Pedro)
- Parada (Santo Estevo)
- Porzomillos (San Pedro)
- Reboredo (Santiago)
- Regueira[7]
- Rodeiro (Santa María)
- Salto (San Tomé)
- Vivente (Santo Estevo)

La aldea de Oza, en la carretera de Betanzos a Mellid, era la sede del ayuntamiento.

## Demografía
En el momento de su fusión contaba con una población de 3204 habitantes (INE 2013).
| Gráfica de evolución demográfica de Oza dos Ríos entre 1842 y 2011 |
| |
| Población de derecho según los censos de población del INE Población de hecho según los censos de población del INEEn estos censos se denominaba Buján: 1842, 1857, 1860, 1877, 1887, 1897, 1900, 1910, 1920, 1930, 1940 y 1950 En estos censos se denominaba Valle del Dubra: 1960, 1970, 1981 y 1991 |

## Economía

### Evolución de la deuda viva
El concepto de deuda viva contempla sólo las deudas con cajas y bancos relativas a créditos financieros, valores de renta fija y préstamos o créditos transferidos a terceros, excluyéndose, por tanto, la deuda comercial.
| Gráfica de evolución de la deuda viva del ayuntamiento entre 2008 y 2013                             |
| |
| Deuda viva del ayuntamiento en miles de Euros según datos del Ministerio de Hacienda y Ad. Públicas. |

La deuda viva municipal por habitante en 2013 ascendía a 39,01 €.

## Patrimonio
El edificio más significativo de Oza es la iglesia parroquial de San Pedro.  También destacan los pazos de Paio y de Eiriz y la iglesia de Santiago de Reboredo, que tiene la cerradura más antigua de Galicia.
En la parroquia rural de Cines, 3 km al oeste, se encuentra la importante iglesia de San Nicolás, de estilo gótico, el único inmueble del municipio protegido como bien de interés cultural. Pertenecía al desaparecido Monasterio de San Salvador de Cines, y hoy cumple funciones de parroquial.
También es interesante el Pazo de Santa Cruz, en la parroquia de Mondoi.

## Fiestas
Las más importantes son:
Nuestra Señora del Carmen, en Oza, primer fin de semana de julio y lunes siguiente
Santísimo Sacramento, en Cines, el 19 y 20 de agosto.
Nuestra Señora de Belén, en Rodeiro, el 21 y 22 de septiembre.
Nuestra Señora de los Milagros, en Bandoxa, el último fin de semana de septiembre.
Santa Lucía, en Oza, el 13 de diciembre.
Santo Antón de Cuíña, festa de Callobre, o 13 de xuño.